# بلو لیک اسپرینگز (کالیفرنیا)
بلو لیک اسپرینگز (به انگلیسی: Blue Lake Springs) یک منطقهٔ مسکونی در ایالات متحده آمریکا است که در شهرستان کالاوراس، کالیفرنیا واقع شده‌است. بلو لیک اسپرینگز ۱٬۲۵۴ متر بالاتر از سطح دریا واقع شده‌است.